# Día de Quaid-i-Azam
El cumpleaños de Jinnah, oficialmente conocido como el Día de Quaid-e-Azam y a veces referido como el Día de Quaid, es un día festivo en Pakistán que se conmemora anualmente el 25 de diciembre para celebrar el nacimiento del fundador de Pakistán, Muhammad Ali Jinnah, apodado Quaid-i-Azam ("Gran Líder"). Esta festividad es de gran relevancia y sus celebraciones comenzaron durante su vida en 1942, continuando hasta la actualidad. El evento es principalmente observado por el gobierno y los ciudadanos del país, donde se iza la bandera nacional en importantes edificaciones, tanto privadas como públicas, especialmente en la cima de la Casa de Quaid-e-Azam en Karachi.

## Historia

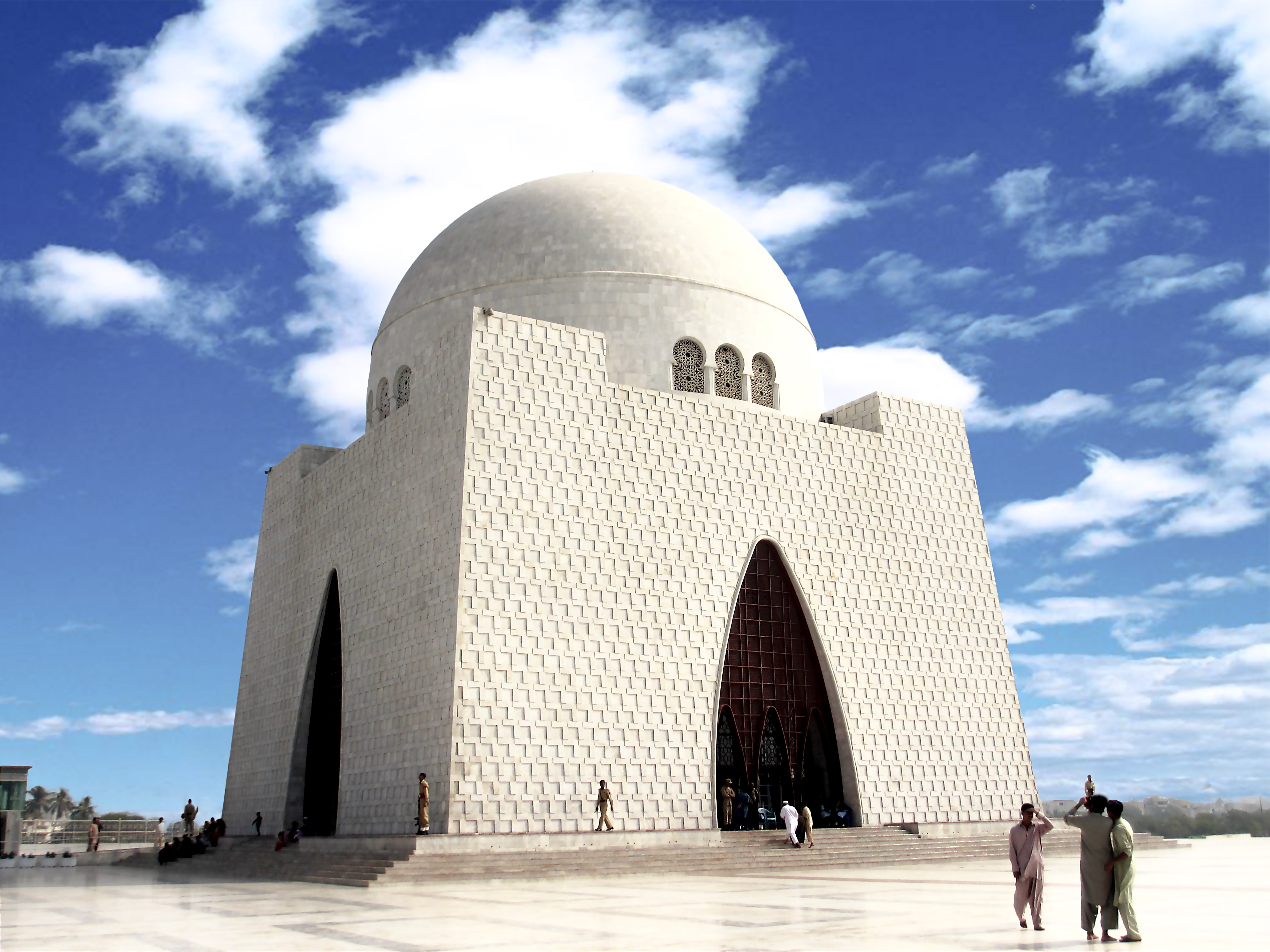
Tumba de Muhammad Ali Jinnah en Karachi

Muhammad Ali Jinnah (1876–1948) fue el fundador y primer gobernador general de Pakistán. Es uno de los líderes más venerados en la historia del país y a menudo se le conoce como Qaid-e-Azam, que significa "Gran Líder". En 1942, numerosos eventos conmemoraron a Jinnah en su cumpleaños, el 25 de diciembre: la Liga Musulmana de toda la India organizó un fondo para los pobres y Liaquat Ali Kan ofreció una recepción para el líder. En el Pabellón Wellington de Delhi, los ciudadanos musulmanes también celebraron una recepción para Jinnah. A partir de entonces, se celebraron numerosos eventos cada 25 de diciembre para honrar a Jinnah durante su vida; esto incluyó recepciones, desfiles, conmemoraciones, discursos y reconocimiento de otros líderes mundiales.

## Observancia y tradiciones
Es una festividad importante en Pakistán, y se celebra convencionalmente en todo el país. Dado que el 25 de diciembre coincide coincidentemente con la Navidad, los ciudadanos paquistaníes celebran ambas festividades el 25 de diciembre.
El evento ritualista unificado, al que suelen asistir líderes prominentes, comandantes militares y ciudadanos, se organiza en Mazar-e-Qaid, y si bien tiene como objetivo resaltar la vida de Jinnah, todos los sectores públicos y privados, incluidas escuelas, colegios y universidades permanecen cerrados para organizar múltiples eventos como debates, seminarios y exposiciones en las respectivas ubicaciones sin participar en la gestión de la oficina.

## Disposiciones de seguridad
La seguridad del evento está a cargo del Ejército de Pakistán. Esto también está asignado a la Fuerza Aérea de Pakistán. También se organiza en el país una guardia montada para realizar tareas ceremoniales de guardia en el Día de Jinnah.